# Anthurium punctatum
Anthurium punctatum är en kallaväxtart som beskrevs av Nicholas Edward Brown. Anthurium punctatum ingår i släktet Anthurium och familjen kallaväxter. Inga underarter finns listade.